# Handball-Oberliga Rheinland-Pfalz/Saar 2008/09
Die Handball-Oberliga Rheinland-Pfalz/Saar 2008/09 wurde unter dem Dach der Handball-Landesverbände Rheinhessen (HVR), Rheinland (HVRL), Pfalz (PfHV) und Saar (HVS) organisiert. Sie ist die höchste Spielklasse des Verbundes und war unterhalb der Regionalliga als vierthöchste Spielklasse im deutschen Ligensystem eingestuft.

## Saisonverlauf
Die Handball-Oberliga Rheinland-Pfalz/Saar 2008/09 war die siebte Ausspielung dieser Handballliga.

## Modus
Sechzehn Mannschaften spielten eine Hin- und Rückrunde. Nach Abschluss der daraus resultierenden Spieltage ist der Meister in die Regionalliga Süd aufgestiegen. Die vier letzten Mannschaften mussten in die Verbandsligen absteigen.

## Teilnehmer
Nicht mehr dabei waren die Auf- und Absteiger der Vorsaison. Neu hinzugekommen sind der Absteiger (A) aus der Regionalliga Süd und die Aufsteiger (N) aus den Verbandsligen.

## Abschlussplatzierungen
  1. VTV Mundenheim
- 2. SG Saulheim
- 3. HSG Irmenach/Kl./Horbr. (A)
- 4. UVS Rheintal
- 5. MSG HF Illtal
- 6. HSG Biewer/Pfalzel
- 7. SGH Sankt Ingbert
- 8. TG 1848 Osthofen (N)
- 9. SV 64 Zweibrücken
- 10 TV Homburg
- 11 TV 1891 Moselweiß (N)
- 12 TSG Friesenheim II

 13 TV Bad Ems (N)

 14 TuS 04 Dansenberg (N)

 15 HSG Völklingen

 16 TSV Kuhardt 1920

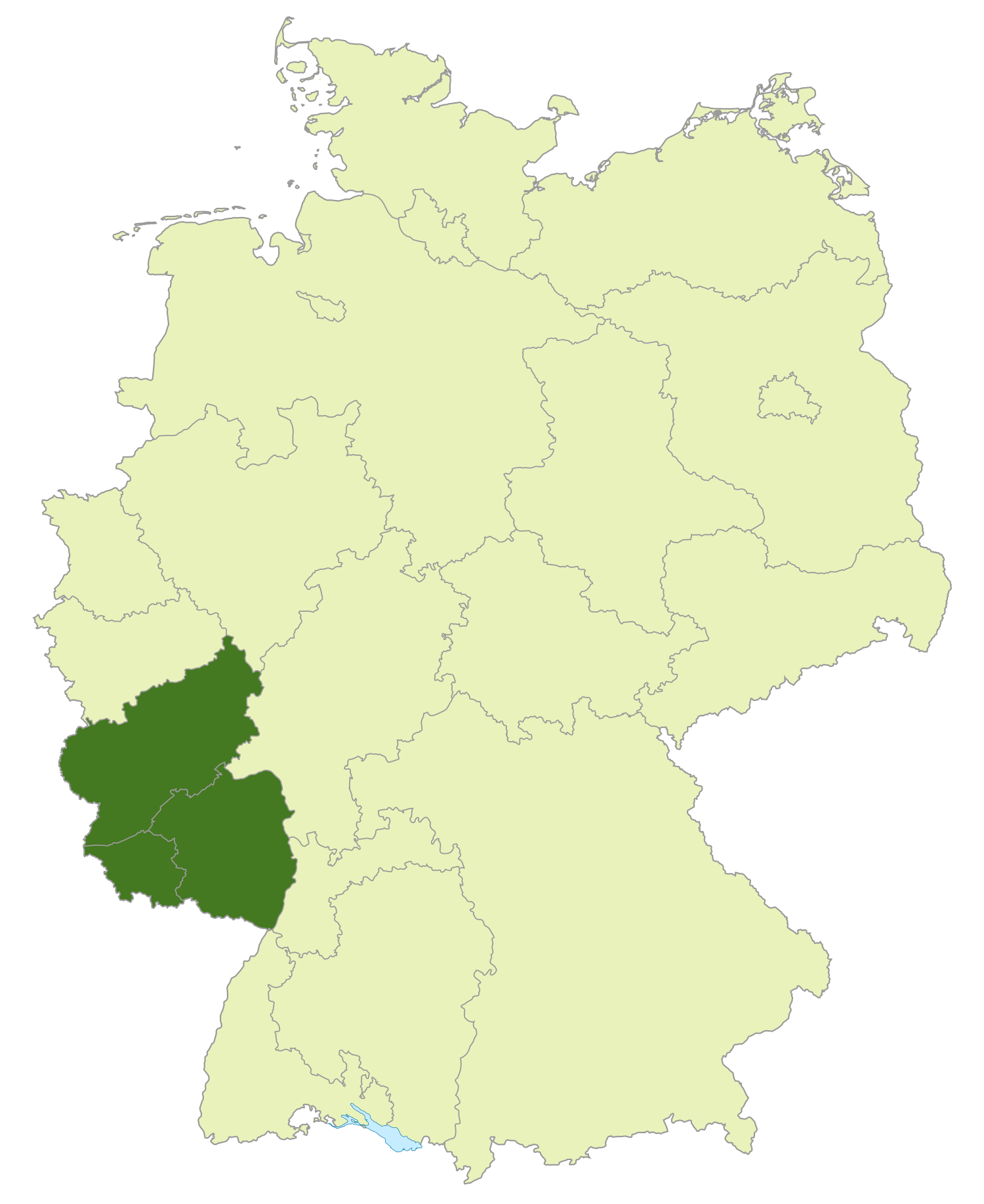
Bereich der Handball-Oberliga
Rheinland-Pfalz / Saarland

(A) = Absteiger aus der Regionalliga Süd (N) = neu in der Liga (R) = Rückzug
 Meister und Aufsteiger zur Regionalliga Süd 2009/10
- Für die Oberliga 2009/10 qualifiziert

 Absteiger